# Porosz királynék listája
A porosz királyné (németül: Königin von Preußen) a Porosz Királyság uralkodójának hitvese. Poroszországban 1701-ben vette fel a királyi címet I. Frigyes, akinek a felesége, Zsófia Sarolta ezzel az első királynévá vált az országban. 1806-ig a porosz királynék egyben Brandenburg választófejedelemnéi, majd 1871-től Németország császárnéi is voltak. A cím az első világháború végéig, II. Vilmos császár 1918-as lemondásáig és a német monarchia megszűnéséig létezett. Az utolsó porosz királyné Auguszta Viktória volt. Mivel a porosz királyi rangot csak férfiak örökölhették, így a történelem során sosem volt porosz királynő, csak királyné – mivel ez utóbbi jelöli az uralkodó feleségét.

## Porosz királynék listája
| Portré | Királyné                                                      | Felmenő                                                                                  | Házassága                                            | Királynévá válása | Királynéi ciklusa vége | Halála                         | Házastárs           |
| ------ | ------------------------------------------------------------- | ---------------------------------------------------------------------------------------- | ---------------------------------------------------- | --- | --- | ------------------------------ | ------------------- |
|        | Hannoveri Zsófia Sarolta királyné                             | György calenberg–göttingeni fejedelem (Hannoveriek)                                      | 1684. november 6. házasságkötése                     | 1701. január 18. férje trónra lépte | 1705. február 1. (36 évesen) | 1705. február 1. (36 évesen)   | I. Frigyes          |
|        | Mecklenburg–Schwerini Zsófia Lujza királyné                   | Frigyes mecklenburg–grabowi herceg (Mecklenburg–Schweriniek)                             | 1708. november 28. házasságkötése, királynévá válása | 1708. november 28. házasságkötése, királynévá válása                                                                                                 | 1713. február 25. férje halála | 1735. július 29. (50 évesen)   | I. Frigyes          |
|        | Hannoveri Zsófia Dorottya királyné                            | I. György brit király, hannoveri választófejedelem (Hannoveriek)                         | 1706. november 28. házasságkötése                    | 1713. február 25. férje trónra lépte | 1740. május 31. férje halála | 1757. június 28. (70 évesen)   | I. Frigyes Vilmos   |
|        | Braunschweig–Wolfenbüttel–Beverni Erzsébet Krisztina királyné | II. Ferdinánd Albert braunschweig–wolfenbütteli fejedelem (Welfek)                       | 1733. június 12. házasságkötése                      | 1740. május 31. férje trónra lépte | 1786. augusztus 17. férje halála | 1797. január 13. (81 évesen)   | II. Frigyes         |
|        | Braunschweig–Wolfenbütteli Erzsébet Krisztina koronahercegné  | I. Károly braunschweig–wolfenbütteli fejedelem (Welfek)                                  | 1765. július 14. házasságkötése                      | Mindössze három év házasságot követően 1769-ben felbontották frigyüket, így sosem lett belőle királyné. Titulusa alapján porosz koronahercegné volt. | Mindössze három év házasságot követően 1769-ben felbontották frigyüket, így sosem lett belőle királyné. Titulusa alapján porosz koronahercegné volt. | 1840. február 18. (93 évesen)  | II. Frigyes Vilmos  |
|        | Hessen–Darmstadti Friderika Lujza királyné                    | IX. Lajos hessen–darmstadti tartománygróf (Hessen–Darmstadtiak)                          | 1769. július 14. házasságkötése                      | 1786. augusztus 17. férje trónra lépte | 1797. november 16. férje halála | 1805. február 25. (53 évesen)  | II. Frigyes Vilmos  |
|        | Mecklenburg–Strelitzi Lujza királyné                          | II. Károly mecklenburg–strelitzi nagyherceg (Mecklenburg–Strelitziek)                    | 1793. december 24. házasságkötése                    | 1797. november 16. férje trónra lépte | 1810. július 9. (34 évesen) | 1810. július 9. (34 évesen)    | III. Frigyes Vilmos |
|        | Bajorországi Erzsébet Ludovika királyné                       | I. Miksa József bajor király (Wittelsbachok)                                             | 1823. november 29. házasságkötése                    | 1840. június 7. férje trónra lépte | 1861. január 2. férje halála | 1873. december 14. (72 évesen) | IV. Frigyes Vilmos  |
|        | Szász–Weimar–Eisenachi Auguszta királyné                      | Károly Frigyes szász–weimar–eisenachi nagyherceg (Wettinek)                              | 1829. június 11. házasságkötése                      | 1861. január 2. férje trónra lépte | 1888. március 9. férje halála | 1890. január 7. (78 évesen)    | I. Vilmos           |
|        | Nagy-Britanniai Viktória királyné                             | Viktória brit királynő (Szász–Coburg–Gothaiak)                                           | 1858. január 25. házasságkötése                      | 1888. március 9. férje trónra lépte | 1888. június 15. férje halála | 1901. augusztus 5. (60 évesen) | III. Frigyes        |
|        | Schleswig–Holsteini Auguszta Viktória királyné                | VIII. Frigyes schleswig–holsteini herceg (Schleswig–Holstein–Sonderburg–Augustenburgiak) | 1881. február 27. házasságkötése                     | 1888. június 15. férje trónra lépte | 1918. november 9. férje lemondása | 1921. április 11. (62 évesen)  | II. Vilmos          |